# Американская ржавчина (сериал)
«Американская ржавчина» (англ. American Rust) — детективный сериал производства США с Джеффом Дэниелсом в главной роли. Премьерный показ первого сезона начался 11 сентября 2021 года, второго — 28 марта 2024 года. Рецензенты высоко оценили игру актёров, но раскритиковали сюжет.

## Сюжет
Литературной основой сценария стал роман Филиппа Майера «Американская ржавчина». Действие происходит в маленьком пенсильванском городке, главный герой — шеф полиции, который пытается спасти от тюрьмы сына любимой женщины, обвинённого в убийстве. В ходе расследования он узнаёт множество неприятных тайн.

## В ролях
- Джефф Дэниелс — Дел Харрис
- Мора Тирни — Грэйс По
- Марк Пеллигрино — Вёрджил По
- Дэвид Альварес — Исаак Инглиш
- Билл Кэмп — Генри Инглиш
- Джон Коллин
- Дэвид Вон
- Колин Бейтс
- Ариэль Дюран
- Фил Хендерсон
- Клеа Льюис
- Джастин Мэйн
- Молли Миллер
- Роджер Петан
- Даллас Робертс

## Создание и оценки
В ноябре 2017 года компания USA Network начала работу над экранизацией «Американской ржавчины», но 25 января 2018 года проект был закрыт, так как возникли проблемы с поиском актёра на главную роль. В июле 2019 года компания Showtime начала производство, теперь под названием Rust («Ржавчина»). Шоураннером стал Дэн Фаттерман, главную роль получил Джефф Дэниелс, оба стали исполнительными продюсерами. Премьера состоялась 11 сентября 2021 года. В июне 2022 года «Американскую ржавчину» продлили на второй сезон, который начали показывать 28 марта 2024 года на Amazon Prime Video. В июле того же года сериал был официально закрыт.
«Американская ржавчина» получила неоднозначные отзывы критиков. На сайте Rotten Tomatoes первый сезон получил рейтинг 28 % со средней оценкой 5,8 из 10. Согласно единодушному мнению рецензентов с этого ресурса, сюжет сериала достоин внимания, но ему не хватает ясности повествования. На Metacritic первый сезон получил 48 баллов из 100, что указывает на «смешанные или средние отзывы».
Зак Хэндлен из The A.V. Club поставил шоу оценку «С», отметив, что актёрские работы на высоте, тогда как сценарий написан плохо, «все диалоги носят откровенно разъяснительный характер». «Вероятно, у „Американской ржавчины“ есть история, которую стоит рассказать, и сеттинг, который стоит изучить, но эта версия не оправдывает ни того, ни другого», — считает критик. Обозреватель портала 7дней.ру охарактеризовал «Американскую ржавчину» как «не самое простое шоу с высоким порогом вхождения»: действие перенасыщено нечётко связанными между собой сюжетными линиями, общее повествование слишком неторопливо.